# لارا کریستنسن
لارا الیزابت کریستنسن (انگلیسی: Laura Elisabeth Christensen؛ زادهٔ ۲۶ ژانویهٔ ۱۹۸۴) یک بازیگر اهل دانمارک است.
از فیلم‌ها یا برنامه‌های تلویزیونی که وی در آن نقش داشته است می‌توان به نیمفومانیاک، قلمرو و نامزد اشاره کرد.